# آندریا مرندا
آندریا مرندا (انگلیسی: Andrea Merenda؛ زادهٔ ۱۰ ژوئن ۱۹۷۷) بازیکن فوتبال اهل ایتالیا است.
از باشگاه‌هایی که در آن بازی کرده‌است می‌توان به باشگاه فوتبال سنترال کوئست مارینرز اشاره کرد.